# System gwiazd
System gwiazd (ang. star system) – strategia promocji filmu oparta na wykorzystywaniu popularności występujących w nim aktorki lub aktora. W systemie gwiazd odtwórca głównej roli ma większe znaczenie niż sam film, w którym występuje. System gwiazd narodził się ok. 1910 r.

## Przed systemem gwiazd
Choć system gwiazd narodził się ok. 1910 r. zjawisko gwiazdorstwa w pewien sposób istniało już wcześniej, chociażby w przypadku aktorów i aktorek teatralnych. Ich popularność wykorzystywano również w kinie, np. Film d’art występowali aktorzy i aktorki Comédie-Française. W filmach grywały też inne sławy teatralne tamtych czasów, m.in. Sarah Bernhardt czy Eleonora Duse.
To jednak były wyjątkowe przypadki – popularni aktorzy rzadko występowali w filmie, a wytwórnie unikały podawania nazwisk swoich wykonawców, aby ci nie wykorzystywali popularności do wywalczenia wyższych wynagrodzeń. Na plakatach reklamujących film i w napisach początkowych nie umieszczano więc informacji o wykonawcach (wyjątkiem był tutaj Broncho Billy Anderson, który umieszczał swoje nazwisko w początku swoich filmów). Filmy reklamowane były przede wszystkim nazwą wytwórni filmowej lub streszczeniem fabuły.
Ta anonimowość nie przeszkadzała aktorom – film uważany był za sztukę poślednią, mniej prestiżową niż sztuka teatralna.
Aktorzy filmowi nie zarabiali w tamtym okresie zbyt wiele – np. za zagranie głównej roli w Skarbniku (1906 r.) Gene Gauntier miała otrzymać 3 dolary (stawkę podniesiono do 5, kiedy okazało się, że aktorka dała się na potrzeby roli wrzucić do rzeki, mimo że nie potrafiła pływać), a Mary Pickford w początkach swojej pracy dla wytwórni Biograph zarabiała 5 dolarów dziennie (te skromne gaże nie obejmowały występujących w filmach sław teatralnych, które otrzymywały ok. 40 dolarów za każdą próbę i 200 dolarów za zdjęcia).
Sytuacja ta wynikała głównie z przyczyn promocyjnych, ale też i technicznych – w pierwszych latach kina niemego nie stosowano planów bliskich, więc widzowie nie znali dobrze twarzy aktorów filmowych (dystans kamery i aktorów zaczął się zmieniać stopniowo – pierwsze zbliżenia twarzy aktorów zaczęły się pojawiać w kinie amerykańskim dopiero ok. 1912 r.).

## Narodziny systemu gwiazd

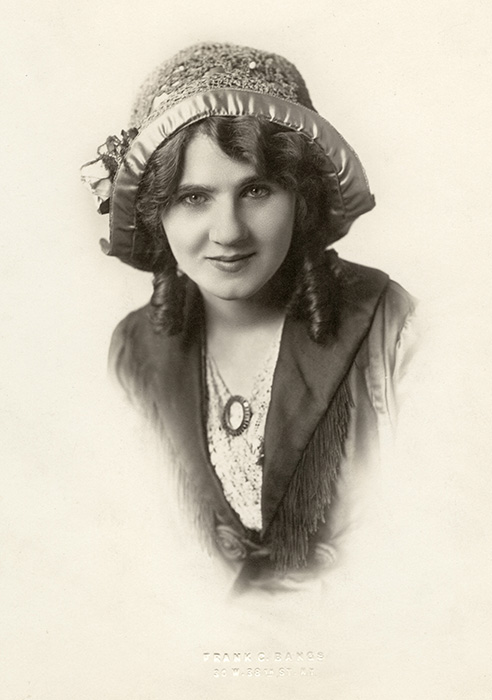
Florence Lawrence – aktorka, która przyczyniła się do narodzin systemu gwiazd

Z czasem, ok. 1909-1910 r., sytuacja zaczęła się zmieniać – w obiegu pojawiały się pocztówki z wizerunkami popularnych aktorów i aktorek, a wytwórnia Kalem zaczęła drukować nazwiska gwiazd na plakatach filmowych. Pojawiło się też zjawisko tzw. girls – aktorek kojarzonych z daną wytwórnią filmową. Przy czym znane one były z nazwy wytwórni, a nie własnego nazwiska – Florence Lawrence znana była jako Biograph Girl, Gene Gauntier jako Kalem Girl, a Florence Turner jako Vitagraph Girl.
11 marca 1909 po raz pierwszy słowo „gwiazda” pojawiło się w prasie w odniesieniu do aktorów filmowych (wcześniej stosowano je w odniesieniu do gwiazd teatru) – w „The New York Times” opublikowano list czytelnika zatytułowany „Gwiazdy kina”, w którym domagał się on wyróżnienia dla aktorów filmowych, którzy jego zdaniem, pod względem techniki i ekspresji nie ustępują często gwiazdom teatralnym.
Za właściwy moment narodzin systemu gwiazd uważa się akcję promocyjną, którą zastosował Carl Laemmle, a dzięki której wykreował pierwszą gwiazdę filmową. W 1910 r. Lammle namówił Florence Lawrence, aby porzuciła wytwórnię Biograph i przeszła do jego firmy IMP. Następnie zamieścił w gazetach informacje o rzekomej śmierci aktorki znanej jako Biograph Girl w wypadku tramwajowym. Zainteresowanie było ogromne, widzowie pogrążyli się w żałobie. Tymczasem 10 marca Lammle zamieścił w gazetach kolejne ogłoszenie, w którym dementował informacje o śmierci Lawrence, nazywając je najokrutniejszym, a zarazem najgłupszym z kłamstw. Anonsował też, że Lawrence żyje, choć nie jest już dziewczyną wytwórni Biograph, a IMP Girl. Reklamował też przy okazji najnowszy film swojej wytwórni – The Broken Path. Cudownie „zmartwychwstała” aktorka udała się do Nowego Jorku, gdzie na dworcu oczekiwała ją rozentuzjazmowany tłum wielbicieli. W „St. Louis Post Dispatch” ukazał się też długi wywiad z nią. Aktorka od razu stała się tak popularna, że na plakatach filmowych jej nazwisko drukowano literami większymi niż sam tytuł.
Po Florence Lawrence pojawiły się kolejne gwiazdy – wytwórnia IMP wykupiła Mary Pickford, co ogłosiła na pierwszej stronie „The Moving Picture World”, inne wytwórnie zatrudniały gwiazdy teatru lub kreowały własne.

## Funkcjonowanie systemu gwiazd
W systemie gwiazd popularni aktorzy i aktorki występujący w filmie stanowili gwarancję jego sukcesu, przynosili też prestiż swojej wytwórni. Podporządkowano im nie tylko strategię promocyjną filmu, ale też same filmy tworzono i dobierano w ten sposób, aby jak najlepiej budowały wizerunek danej gwiazdy.
Aktorzy i aktorki oraz ich tożsamość stały się towarem. Ich wizerunek publiczny był wymyślany, stwarzano im biografie, nadawano nowe nazwiska. Kreacje te bazowały na archetypach, dana gwiazda uosabiała konkretny typ, wymyślony dla niej.
Np. Theda Bara (w rzeczywistości nazywała się Theodosia Burr Goodman) została przez Williama Foxa wykreowana na kobietę-wampa, nadano jej fałszywą biografię, zgodnie z którą przyszła na świat w Egipcie, jako córka aktorki i rzeźbiarza. Rzekomo miała pijać wino z ludzkich czaszek i jadać ludzkie mózgi. Wizerunek Bary, jako mrocznej, pełnej namiętności kobiety wzmacniano akcesoriami, ubiorem i intensywny makijażem. Z kolei Mary Pickford kreowano na sympatyczną amerykańską dziewczynę, w związku z czym na fotografiach przedstawiano ją często w otoczeniu uroczych zwierzątek, w dziewczęcym stroju (choć faktycznie była trzykrotną mężatką, znaną z rozbijania małżeństw). Zatajano też elementy życia prywatnego – np. mimo że aktor Francis X. Bushman miał żonę i pięcioro dzieci, wytwórnia przedstawiała go jako bezdzietnego mężczyznę do wzięcia.
Wytwórnie często gwarantowały sobie pewne zachowania gwiazd i kontrolę nad ich życiem prywatnym oraz wizerunkiem poprzez odpowiednie klauzule w kontrakcie. Np. aktorki Clara Bow i Mary Miles Minter zobowiązały się na życzenie wytwórni pozostawać w stanie wolnym przez określony czas, z kolei Buster Keaton podpisał zobowiązanie, że nie będzie się w swoich filmach uśmiechał, z kolei kontrakt Lois Moran zabraniał jej okazywania tego, że jest osobą wykształconą.
Zwiększone zainteresowanie gwiazdami (objawiające się nie tylko wpływami finansowymi, ale też napływem listów od fanów, obejmujących prośby o fotografie czy nawet propozycje małżeńskie) przełożyło się na wzrost gaży aktorów filmowych. Np. Mary Pickford, która przed 1910, jako aktorka wytwórni Biograph zarabiała 5 dolarów dziennie, w 1916 r. była już najlepiej zarabiającą aktorką świata – zarabiała minimum 10 000 dolarów tygodniowo, dodatkowo otrzymując 300 000 za każdy film, w którym wystąpiła, 40 000 za przeczytanie scenariusza oraz premię 150 000 dolarów rocznie dla swojej matki.
O narodzinach fenomenu gwiazd świadczy zainteresowanie prasy. W 1912 r. w „Motion Picture Story Magazine” opublikowano pierwszy w USA plebiscyt na najpopularniejszego aktora (wygrał go Maurice Costello). Od ok. 1913-1914 r. wzrasta coraz bardziej zainteresowanie prywatnym życiem gwiazd, ale też skandalami z nimi związanymi. System gwiazd spowodował też narodziny czasopism dla fanów, w których opisywano aktorów i aktorki, ich życie i filmy. Czasopisma te często współpracowały z wytwórniami, pomagając w kreowaniu wizerunku gwiazd.

## System gwiazd w późniejszym okresie
Znaczenie systemu gwiazd w kinematografii trwało również w latach 1920-1960, mając szczególne znaczenie aż do końca studio systemu. Do zmniejszenia jego znaczenia przyczynił się m.in. lepszy dostęp mediów (a zatem i widzów) do życia prywatnego gwiazd, co sprawiło, że przestały one być spowite aurą tajemnicy i straciły swój mityczny status. Choć gwiazdy nadal zachowują popularność, obecnie sukces filmu (i jego promocja) w większej mierze oparty jest na widowiskowości i interesującym pomyśle, niż na nazwiskach wykonawców. Znaczenie gwiazd utrzymuje się natomiast w Bollywood.